# Ricardo Hoepers

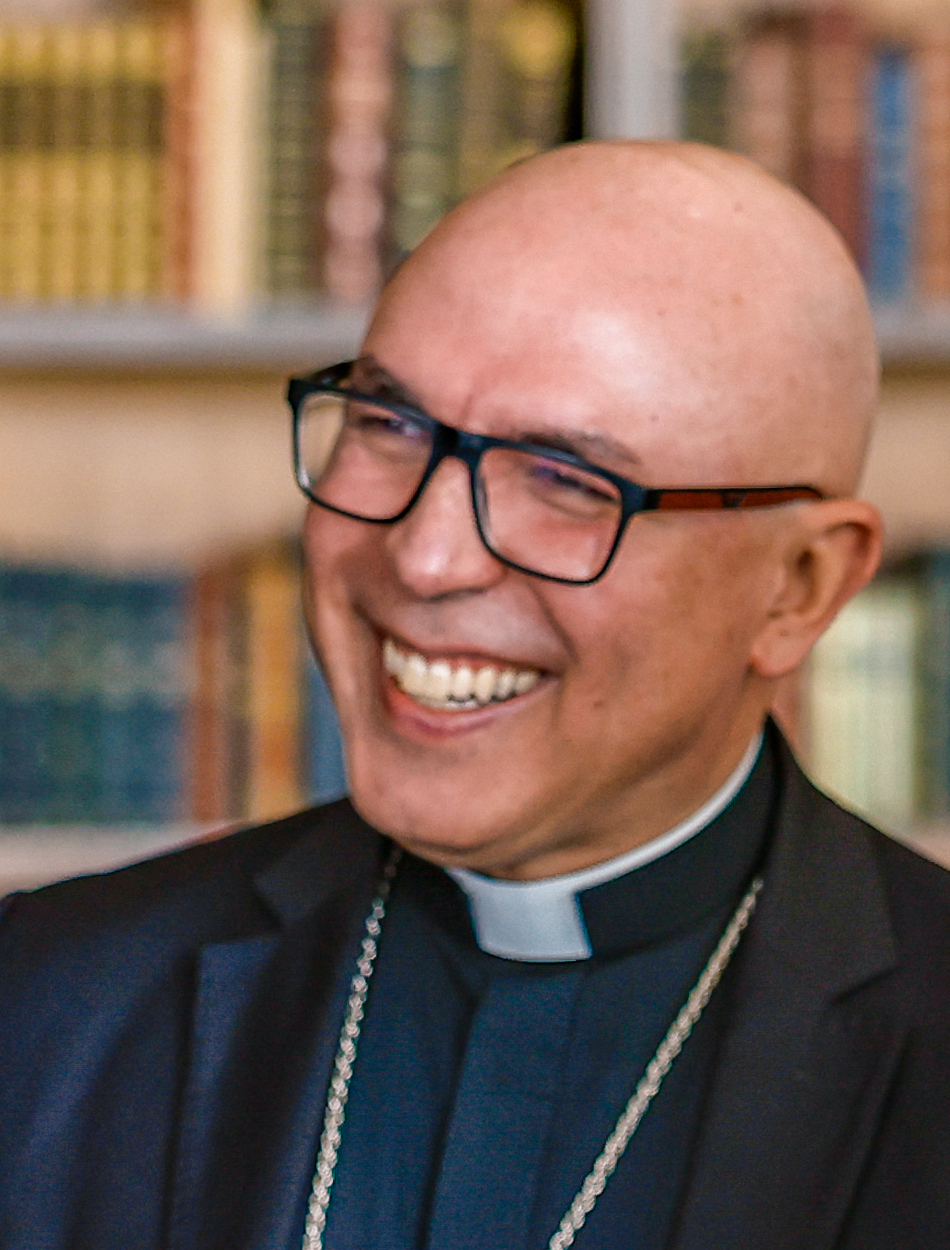
Ricardo Hoepers (2023)

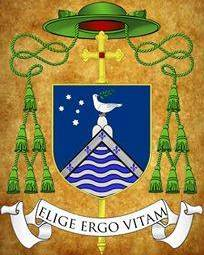
Wappen von Ricardo Hoepers als Bischof von Rio Grande

Ricardo Hoepers (* 16. Dezember 1970 in Curitiba) ist ein brasilianischer römisch-katholischer Geistlicher, Moraltheologe, Bioethiker und Weihbischof in Brasília.

## Leben
Ricardo Hoepers, dritte von vier Kindern, besuchte die Escola Municipal Eny Caldeira und die Escola Estadual Maria Montessori im Stadtteil Vila Tingui sowie ab 1985 das Kleine Seminar São José in Curitiba. Nachdem er von 1989 bis 1990 ein theologisches Propädeutikum absolviert hatte, studierte er von 1990 bis 1994 Philosophie an der Universidade Federal do Paraná und von 1995 bis 1998 Katholische Theologie am Studium Theologicum Claretiano in Curitiba. Während des Theologiestudiums war er Alumnus des Priesterseminars Rainha dos Apóstolos in Curitiba. Hoepers empfing durch den Erzbischof von Curitiba, Pedro Antônio Marchetti Fedalto, am 19. April 1998 die Diakonenweihe und am 31. Januar 1999 das Sakrament der Priesterweihe für das Erzbistum Curitiba. 1999 spezialisierte er sich an der Fakultät São Camilo in São Paulo im Fach Bioethik.
Hoepers war zunächst als Pfarrvikar an der Kathedrale von Curitiba tätig, bevor er 2002 Subregens des Priesterseminars Bom Pastor wurde, an dem er auch die Philosophische Fakultät leitete. Von 2003 bis 2009 war Hoepers Pfarrer der Pfarrei São Francisco de Paula in Curitiba. Daneben erlangte er 2004 mit einer Arbeit über die Verantwortung im Werk von Hans Jonas an der Pontifícia Universidade Católica do Paraná ein Lizenziat im Fach Pädagogik. Zusätzlich koordinierte er von 2005 bis 2008 im Erzbistum Curitiba die in der Pastoral tätigen Priester und wirkte von 2006 bis 2009 als Diözesanseelsorger für die Menschen mit Behinderung. Außerdem gehörte er von 2005 bis 2009 dem Priesterrat und dem Konsultorenkollegium des Erzbistums Curitiba an. Hoepers vertrat 2006 den Heiligen Stuhl bei der dritten Tagung der Vertragsparteien (MOP-3) des Cartagena-Protokolls über die biologische Sicherheit in Curitiba und bei der achten ordentlichen Konferenz der Vertragsparteien (COP-8) des Übereinkommens über die biologische Vielfalt. Im selben Jahr erhielt er die Cooperatores Veritatis-Medaille und 2008 den Prêmio João Paulo II des Stadtrats von Curitiba. Überdies lehrte er von 2007 bis 2008 Bioethik an der Faculdade Vicentina in Curitiba und an der Escola de Enfermagem Catarina Labouré. 2009 wurde Hoepers für weiterführende Studien nach Rom entsandt, wo er an der Päpstlichen Akademie Alfonsiana 2011 bei Sabatino Majorano mit der Arbeit The role of Moral conscience in the empirical evaluation of Brain Death („Die Rolle des moralischen Gewissens bei der empirischen Bewertung des Hirntods“) ein Lizenziat im Fach Moraltheologie erwarb und 2014 bei Antonio Gerardo Fidalgo mit der Arbeit A teologia moral no Brasil sob o enfoque da Sociedade Brasileira de Teologia Moral de 1977 a 2011 („Die Moraltheologie in Brasilien im Fokus der Brasilianischen Gesellschaft für Moraltheologie von 1977 bis 2011“) zum Doktor der Theologie in dieser Disziplin promoviert wurde.
Nach der Rückkehr in seine Heimat war Hoepers kurzzeitig Seelsorger in der Pfarrei Santa Terezinha do Menino Jesus, bevor er im selben Jahr Pfarrvikar und 2015 schließlich Pfarrer der Pfarreien Santo Agostinho und Santa Mônica in Curitiba wurde. Außerdem lehrte Hoepers ab 2014 Moraltheologie, Bioethik sowie Familien- und Sexualmoral am Studium Theologicum Claretiano in Curitiba und ab 2018 auch an der Universidade Católica de Pelotas (UCPel) sowie erneut an der Faculdade Vicentina. Zudem leitete er von 2014 bis 2015 das Studium Theologicum Claretiano. Darüber hinaus gehörte er der Ethikkommission der Universidade Federal do Paraná, dem Instituto Ciência e Fé de Curitiba und der Brasilianischen Gesellschaft für Moraltheologie an, deren Sekretär er 2015 war. Ferner war er verantwortlich für die Behindertenseelsorge in der Region Sul 2 der Brasilianischen Bischofskonferenz.
Papst Franziskus bestellte ihn am 17. Februar 2016 zum Bischof von Rio Grande. Der Erzbischof von Curitiba, José Antônio Peruzzo, spendete ihm am 14. Mai desselben Jahres in der Kathedrale von Curitiba die Bischofsweihe; Mitkonsekratoren waren der emeritierte Erzbischof von Curitiba, Pedro Antônio Marchetti Fedalto, und der emeritierte Bischof von Rio Grande, José Mário Stroeher. Sein Wahlspruch Elige ergo vitam („Wähle also das Leben“) stammt aus Dtn 30,19 . Die Amtseinführung im Bistum Rio Grande fand am 3. Juni 2016 statt. Als Bischof leitete Hoepers ab 2017 zusätzlich das Instituto Superior de Formação Humanística der Universidade Católica de Pelotas. In der Region Sul 3 der Brasilianischen Bischofskonferenz war er zuständig für Bioethik, den Lebensschutz und die Familienpastoral. Ferner gehörte er ab 2016 der Kommission für Bildung und Kultur der Region Sul 3 an. 2018 fungierte Hoepers als Repräsentant der Brasilianischen Bischofskonferenz bei einer öffentlichen Anhörung vor dem Supremo Tribunal Federal im Rahmen der Diskussion um die Abschaffung des Abtreibungsverbots in Brasilien. Von 2019 bis 2023 leitete er außerdem die Kommission für das Leben und die Familie der Brasilianischen Bischofskonferenz. Darüber hinaus gehört Hoepers dem nationalen Vorbereitungsteam für die Weltsynode 2021–2024 an und leitet in diesem Rahmen die Sonderkommission für Bioethik.
Am 24. Mai 2023 ernannte ihn Papst Franziskus zum Titularbischof von Thysdrus und zum Weihbischof in Brasília. Bereits seit dem 25. April 2023 fungiert Hoepers zudem als Generalsekretär der Brasilianischen Bischofskonferenz.

## Schriften
- O princípio de responsabilidade em Hans Jonas. Pontifícia Universidade Católica do Paraná, Curitiba 2005.
- The role of Moral conscience in the empirical evaluation of Brain Death. Päpstliche Akademie Alfonsiana, Rom 2011.
- O limite entre a vida e a morte: avaliação empírica e o problema ético. In: Revista Teológica. Band 8, 2014, S. 71–91.
- O legado teológico-moral da Sociedade Brasileira de Teologia Moral e sua força transformadora no Brasil. In: Leocir Pessini, Ronaldo Zacharias (Hrsg.): Ética Teológica e transformações sociais. Editora Santuário, Aparecida 2014, OCLC 907518016, S. 337–361.
- A teologia moral no Brasil sob o enfoque da Sociedade Brasileira de Teologia Moral de 1977 a 2011. Päpstliche Akademie Alfonsiana, Rom 2014.
- Teologia moral no Brasil. Um perfil histórico. Editora Santuário, Aparecida 2015, ISBN 978-85-369-0391-0.
- Cicero Urban, Ricardo Hoepers, Kevin Corrigan: St. Macrina, the Patron Saint of Modern Oncoplastic Surgery? In: Plastic and Reconstructive Surgery Global Open. Band 3, Nr. 9, 2015, OCLC 8146910739, S. 502–503.
- O prolongamento artificial da vida e a determinação do exato momento da morte nos pronunciamentos de Pio XII e João Paulo II. In: Revista Teológica. Band 9, 2015, S. 55–72.
- A Renovação da Teologia Moral no contexto Brasileiro. In: Revista TheAr. Band 3, 2015, S. 7–25.
- Gratidão: uma questão de justiça. In: Maria Inês de Castro Millen, Ronaldo Zacharias (Hrsg.): SBTM 40 anos: memória agradecida e olhar esperançoso. Editora Santuário, Aparecida 2016, S. 353–371.
- Prometeo scatenato diventa funzionario della tecnologia. In: Razão e Fé. Band 20, 2018, S. 30–35.
- Edimar Inocencio Brigido, Ricardo Hoepers: A perspectiva teológica do aborto: entrevista com Dom Ricardo Hoepers. In: Horizonte. Revista de Estudos de Teologia e Ciências da Religião. Band 17, 2019, OCLC 8164067167, S. 505–513.